# آراریا
آراریا (به انگلیسی: Araria) یک منطقهٔ مسکونی در هند است که در بخش آراریا واقع شده‌است. آراریا ۶۰٬۵۹۴ نفر جمعیت دارد و ۴۷ متر بالاتر از سطح دریا واقع شده‌است.